# کاخ هیجو

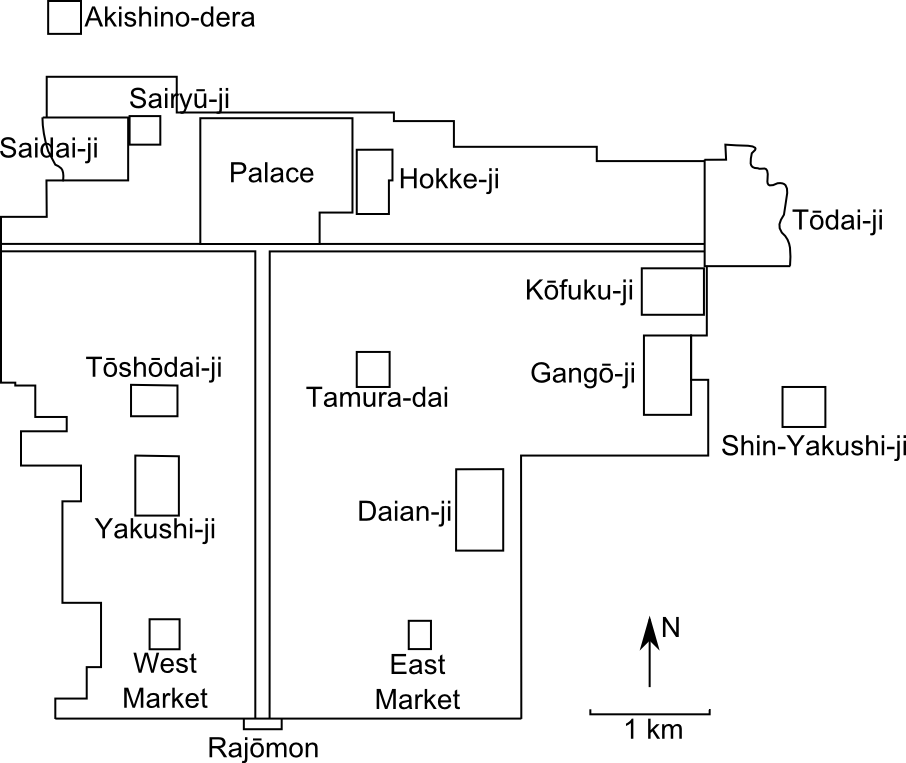
نقشه مکان‌های مهم کاخ هیجو

کاخ هیجو (به انگلیسی: Heijō-kyū) (به ژاپنی: 平城 宮)، از جمله کاخ‌های باستانی شهر نارا ژاپن است که قلمرو و پایتخت حکومت وقت در سال‌های ۷۱۰–۷۹۴ میلادی بوده‌است. این کاخ شامل یک محوطه بزرگ با دیوار مستطیل شکل می‌باشد که شامل چندین ساختمان تشریفاتی، اداری و بخشی مسکونی می‌باشد. از جمله اداراتی که در این کاخ مستقر بوده‌است، وزارتخانه‌های دولت وقت بوده‌است. بخش مسکونی کاخ، برای زندگی امپراتور و افراد نزدیک وی از جمله اقامت نمایندگان امپراتور در نظر گرفته شده بود. پس از انتقال پایتخت به هایان، سازه‌های کاخ یا به دلیل متروکه ماندن از بین رفته یا به محل جدید پایتخت منتقل شده‌است. از سال ۱۹۷۰ تا ۲۰۰۰ میلادی، مطالعات و انجام حفاری و امور عمرانی جهت بازسازی این کاخ شروع شده و سعی شده‌است تا کاخ همگام با سنت و تاریخ کهن ژاپن، سازگاری حداکثری داشته باشد.
در سال ۱۹۹۸ این کاخ و بناهای اطراف آن، به عنوان میراث جهانی یونسکو، ثبت جهانی شد.

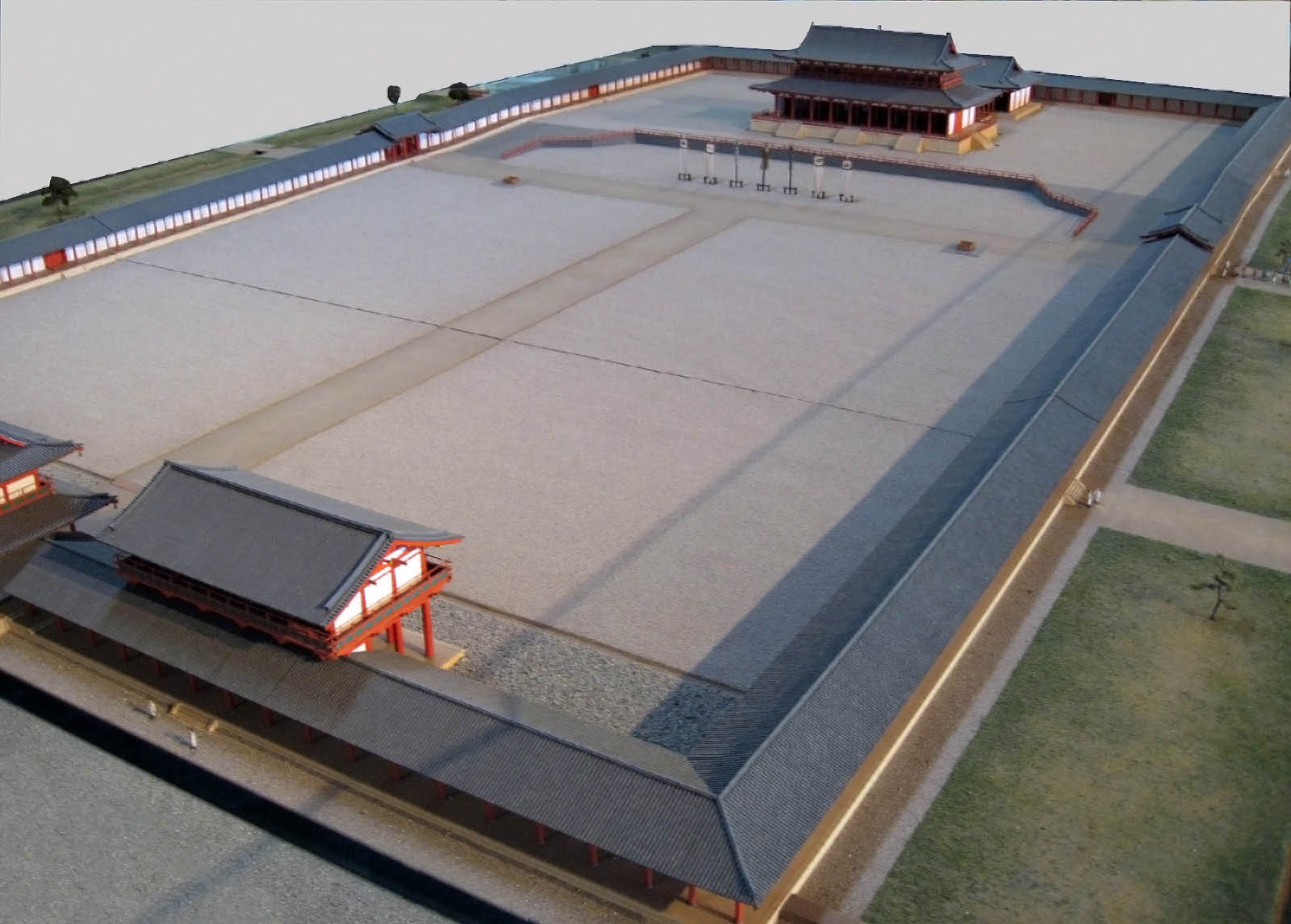
ماکت طراحی شده از کاخ

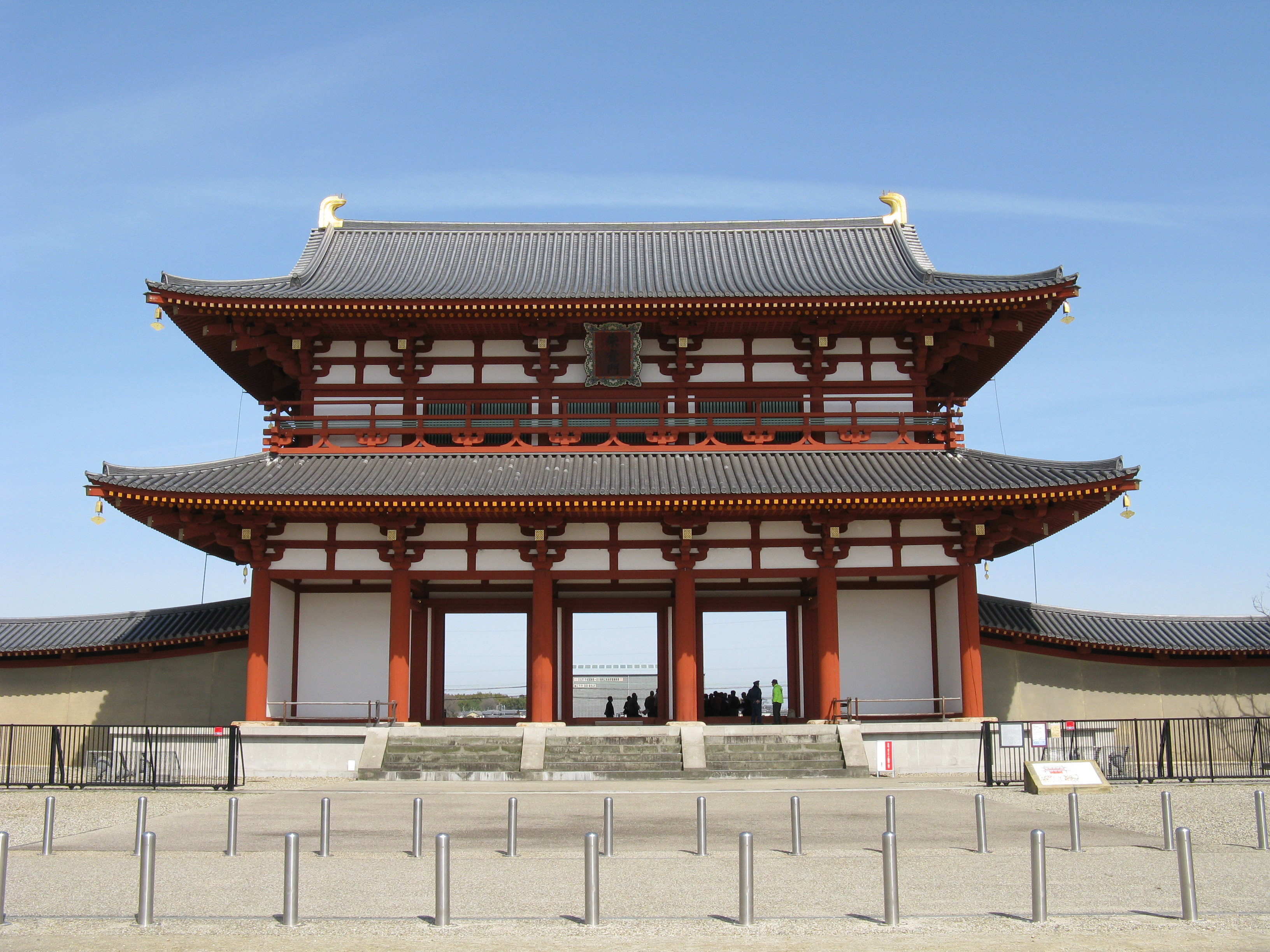
دروازه سوزاکو ورودی اصلی کاخ است

## تاریخچه
در سال ۷۱۰ میلادی با انتقال رسمی پایتخت به هیجو، کاخ نیمه کاره هیجو به عنوان کانون حکومت شناخته می‌شد. هنگامی که پایتخت به هایان (شهر کیوتو امروزی) منتقل شد، کاخ شاهنشاهی نارا (هیجو) به سادگی رها شد. در طی قرن‌های بعد، زمان و شرایط آب و هوایی به آرامی ساختمان‌ها را ویران کرده تا اینکه با آغاز دوره کاماکورا در اواخر قرن دوازدهم، تقریباً از کاخ چیزی جز سطح زمین باقی نماند. با این حال، بخش‌هایی که در زیر زمین قرار داشتند توسط باستان‌شناسان کشف شده و برای حفظ آنها تلاش بسیار شد.

## موزه
مؤسسه تحقیقات ملی نارا، از سال ۱۹۵۹ مشغول به تحقیق و بررسی ویژگی٬های فرهنگی و هنری مجموعه‌های موجود در نارا را شروع کرده‌است و نتیجه این تحقیقات و کاوش‌گری‌ها، توسط همین مؤسسه به عنوان یک موزه در کاخ نارا به نمایش عمومی گذاشته شد. مجموعه‌های موجود در این موزه شامل نگاره‌هایی از کاخ و دفاتر اداری آن و آثار باستانی کشف شده در حفاری‌ها است.